# Phalaenopsis amboinensis
Espèce
Classification phylogénétique
Statut CITES
Phalaenopsis amboinensis est une espèce de plantes à fleurs de la famille des Orchidaceae (les orchidées) et du genre Phalaenopsis.
Elle est communément appelée phalaenopsis de l'île d'Amboine.
Synonymes :
- Phalaenopsis psilantha  Schltr. décembre (1911)
- Phalaenopsis hombronii  Finet (1912)
- Polychilos amboinensis Shim (1982)

## Description générale

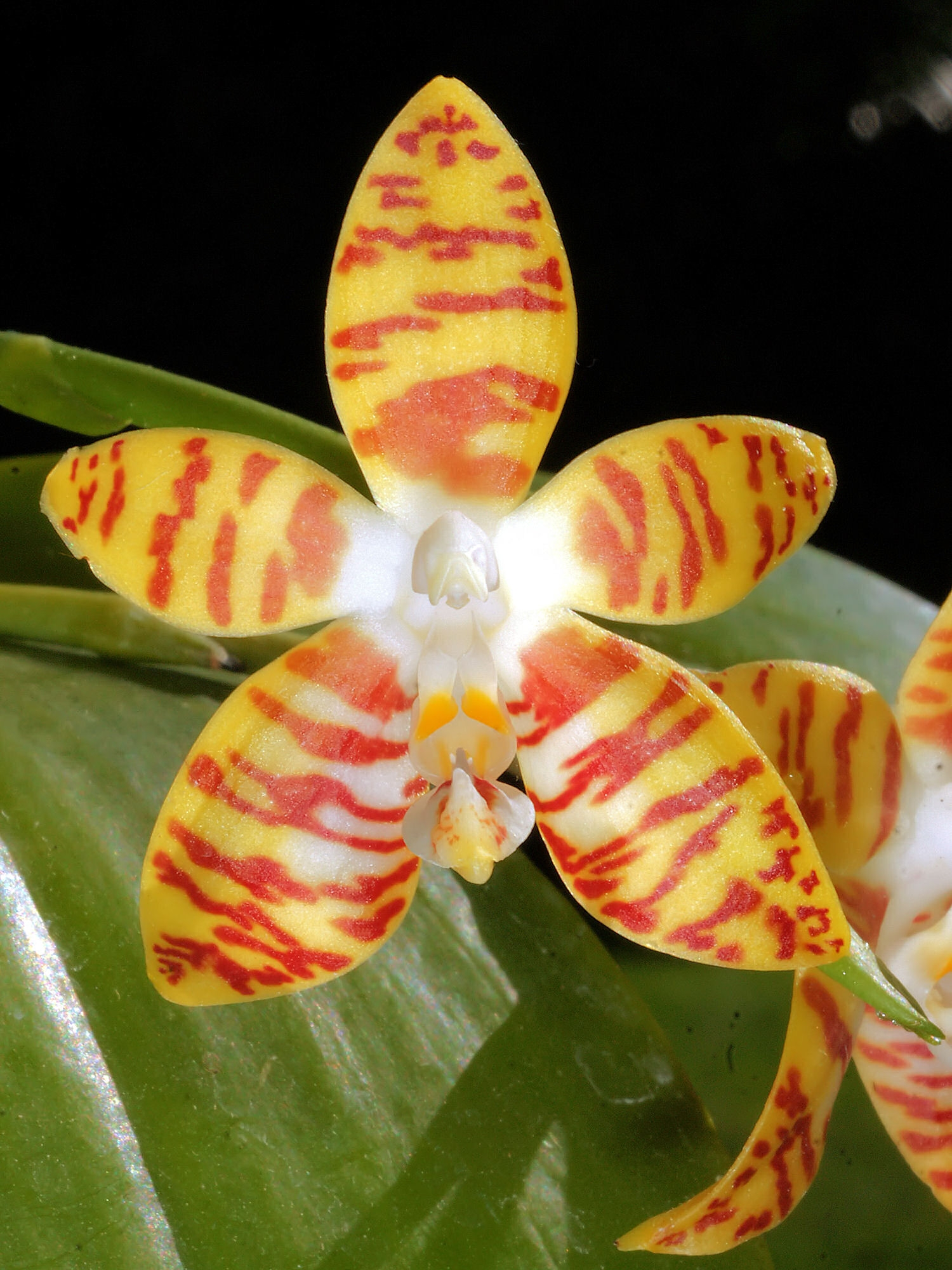
Fleur de phalaenopsis amboinensis.

C'est une orchidée épiphyte à tige courte complètement recouverte par l'imbrication de la base des feuilles. Les racines sont charnues, assez nombreuses, de couleur gris argenté, aux extrémités vertes.
Les feuilles sont au nombre de  3 à 4, mais plus abondantes en culture, 6 voire plus. Elles sont charnues, longues de 25 cm et plus, larges de 8 cm voire plus, d'un joli vert brillant, légèrement carénées à la face inférieure. Le limbe foliaire est plus ou moins ondulé.
Le pédoncule est généralement beaucoup plus court que le feuillage, arqué ou étalé, portant peu de fleurs. La plante émet souvent plusieurs tiges florales simultanément. Les floraisons se succèdent pendant plusieurs mois, voire plusieurs années.
Les fleurs mesurent de 4,5 à 5 cm de diamètre, parfois plus. Les segments floraux sont bien étalés. Le sépale dorsal est elliptique ou ovale-elliptique, aigu, légèrement caréné dorsalement à l'apex, deux fois plus long que large. Les sépales latéraux sont obliques, largement ovales ou ovales-elliptiques, aigus ou légèrement arrondis, dorsalement carénés comme le sépale dorsal. Tous les sépales sont de même taille. Les pétales sont quelquefois obliques, ovales ou rhomboïdes, aigus ou obtus, quelquefois plus courts que les sépales.
Le labelle est trilobé, aussi long que les pétales parfois un peu plus court. Les lobes latéraux sont oblongs-ligulés ou ligulés, dressés, charnus, connivents, à sommet incurvé.

## Répartition
Origines : archipel des Moluques, Célèbes (Sulawesi)

## Variétés botaniques, horticoles et sous-espèces
- Phalaenopsis amboinensis var. alba
- Phalaenopsis amboinensis var. flava
- Phalaenopsis amboinensis var. flavida (Sulawesi).

## Hybrides primaires
- Phalaenopsis 'Alice Millard' = Phalaenopsis stuartiana × Phal. amboinensis. (Dr Henry M Wallbrunn, 1969)
- Phalaenopsis 'Amblearis' = Phal. amboinensis × Phalaenopsis cochlearis. (Dr Henry M Wallbrunn, 1972)
- Phalaenopsis 'Ambocata' = Phal. amboinensis × Phalaenopsis fuscata. (Hou Tse Liu, 1999)
- Phalaenopsis 'Ambolantha' = Phal. amboinensis × Phalaenopsis modesta. (Ayub S Parnata, 1982)
- Phalaenopsis 'Ambomanniana' = Phal. amboinensis × Phalaenopsis lueddemanniana. (Fredk. L. Thornton, 1965)
- Phalaenopsis 'Ambonosa' = Phalaenopsis venosa × Phal. amboinensis. (Ayub S Parnata, 1984)
- Phalaenopsis 'Ambotrana' = Phalaenopsis sumatrana × Phal. amboinensis. (Fredk. L. Thornton, 1965)
- Phalaenopsis 'Ambotris' = Phal. amboinensis × Phalaenopsis equestris. (Fredk. L. Thornton, 1970)
- Phalaenopsis 'Corning-Ambo' = Phalaenopsis corningiana × Phal. amboinensis. (Richard Y. Takase, 1984)
- Phalaenopsis 'Corona' = Phalaenopsis cornu-cervi × Phal. amboinensis. (Shaffer's Tropical Garden, 1973)
- Phalaenopsis 'David Lim' = Phal. amboinensis × Phalaenopsis gigantea. (David Lim (S Yusof Alsagoff), 1974)
- Phalaenopsis 'Deventeriana' = Phalaenopsis amabilis × Phal. amboinensis. (Van Deventer, 1927)
- Phalaenopsis 'Doc Charles' = Phalaenopsis sanderiana × Phal. amboinensis. (John H Miller, 1961)
- Phalaenopsis 'Doris Blomquist' = Phalaenopsis pantherina × Phal. amboinensis. (Atmo Kolopaking, 1975)
- Phalaenopsis 'Elaine-Liem' = Phalaenopsis fimbriata × Phal. amboinensis. (Atmo Kolopaking, 1972)
- Phalaenopsis 'Flores Gold' = Phal. amboinensis × Phalaenopsis floresensis. (Hou Tse Liu, 2003)
- Phalaenopsis 'Frenchy's Plastic Yellow' = Phal. amboinensis × Phalaenopsis hieroglyphica. (Frenchy (M.J. Bates), 2004)
- Phalaenopsis 'Gelblieber' = Phal. amboinensis × Phalaenopsis micholitzii. (T. Brown (Atmo Kolopaking), 1984)
- Phalaenopsis 'Golden Pride' = Phal. amboinensis × Phalaenopsis fasciata. (Irene Dobkin, 1975)
- Phalaenopsis 'Good Cheer' = Phalaenopsis maculata × Phal. amboinensis. (Herb Hager Orchids, 1973)
- Phalaenopsis 'Guadelupe Pineda' = Phalaenopsis bellina × Phal. amboinensis. (Cesario Gene Tobia, 2003)
- Phalaenopsis 'Kenanga' = Phalaenopsis javanica × Phal. amboinensis. (Ayub S Parnata, 1981)
- Phalaenopsis 'Macassar' = Phal. amboinensis × Phalaenopsis mariae. (Oscar Kirsch, 1962)
- Phalaenopsis 'Mambo' = Phal. amboinensis × Phalaenopsis mannii. (Fredk. L. Thornton, 1965)
- Phalaenopsis 'Princess Kaiulani' = Phalaenopsis violacea × Phal. amboinensis. (Oscar Kirsch, 1961)
- Phalaenopsis 'Schillambo' = Phalaenopsis schilleriana × Phal. amboinensis. (Fredk. L. Thornton, 1968)
- Phalaenopsis 'Tetrasambo' = Phalaenopsis tetraspis × Phal. amboinensis. (Masao Kobayashi, 1996)
- Phalaenopsis 'Wanda Williams' = Phalaenopsis lindenii × Phal. amboinensis. (Dr Henry M Wallbrunn, 1967)
- Phalaenopsis 'Yverdon les Bains' = Phal. amboinensis × Phalaenopsis wilsonii. (Luc Vincent, 2009)
- Phalaenopsis 'Zeil am Main' = Phalaenopsis philippinensis × Phal. amboinensis. (M. Wolff (H. Lucke), 1997)

## Hybrides secondaires(Descendance)
- Phalaenopsis 'Allspice' = Phalaenopsis 'Spica' × Phal. amboinensis.
- Phalaenopsis 'Bamboo Baby' = Phalaenopsis 'Honey Dew' × Phal. amboinensis.
- Phalaenopsis 'Brother Goldstone' = Phalaenopsis Fortune Buddha × Phal. amboinensis.
- Phalaenopsis 'Carnival Queen' = Phalaenopsis 'Carnival' × Phal. amboinensis.
- Phalaenopsis 'Firedance' = Phalaenopsis 'Freed's Danseuse' × Phal. amboinensis.
- Phalaenopsis 'Golden Amboin' = Phalaenopsis 'Golden Sands' × Phal. amboinensis.
- Phalaenopsis 'Hsu Li-Shian' = Phalaenopsis 'George Vasquez' × Phal. amboinensis.
- Phalaenopsis 'Malibu Imp' = Phal. amboinensis × Phalaenopsis 'Luedde-violacea'.
- Phalaenopsis 'Paifang's E-Len' =  Phalaenopsis 'Princess Kaiulani' × Phal. amboinensis.
- Phalaenopsis 'Penang' =  Phalaenopsis 'Rosy Charm' × Phal. amboinensis.
- Phalaenopsis 'Samba' =  Phalaenopsis 'Star of Rio' × Phal. amboinensis.
- Phalaenopsis 'Sara Lee' =  Phalaenopsis 'Princess Lorraine' × Phal. amboinensis.
- Phalaenopsis 'Stella D’Oro' =  Phalaenopsis 'Bamboo Baby' × Phal. amboinensis.
- Phalaenopsis 'Tainan's Amboman' = Phal. amboinensis × Phalaenopsis 'Norman'.
- Phalaenopsis 'Yellow Queen' = Phal. amboinensis × Phalaenopsis 'Liu Tuen-Shen'.
- Phalaenopsis 'Yungho Gelbliambo' = Phal. amboinensis × Phalaenopsis 'Gelblieber'.